# Castelgrande (Bellinzona)
Das Castelgrande ist eine Höhenburg in Bellinzona, dem Hauptort des Kantons Tessin in der Schweiz. Als eine der drei Burgen von Bellinzona gehört sie seit 2000 zum Welterbe der UNESCO, zusammen mit dem Castello di Montebello, dem Castello di Sasso Corbaro und der Murata. Sie ist gleichzeitig ein Kulturgut von nationaler Bedeutung. Die Burg liegt bei 277 m ü. M. auf einem mächtigen Felsrücken über der Altstadt.

## Geschichte

Eine Saumkolonne eines Gebirgsbataillons vor dem Schloss Uri, Gebirgsbataillon 36, 1914–1918

Es sind verschiedene Bezeichnungen überliefert. Bis ins 13. Jahrhundert war Castelgrande die einzige Burg und allgemein einfach als Burg von Bellinzona bekannt. Im 14. und 15. Jahrhundert wurde sie als Castello vecchio (alte Burg) bezeichnet. Ab 1506 hiess sie Castello d’Uri (Schloss Uri), abgeleitet nach ihrem Besitzer, dem eidgenössischen Stand Uri. Ab 1818 war auch die Bezeichnung Castello San Michele geläufig.
Auf dem strategisch günstig gelegenen Felsrücken des Castelgrande lässt sich eine durchgehende Besiedlung bis ins 4. Jahrtausend v. Chr. nachweisen. Um 16/15 v. Chr. errichteten die Römer ein Kastell zur Absicherung ihrer Eroberungen im Alpenraum. Nachdem sie das Kastell im Verlaufe des 1. Jahrhunderts n. Chr. aufgegeben hatten, bauten sie in der Mitte des 4. Jahrhunderts eine weitläufige Wehranlage auf, die bei Bedarf eine ganze Kohorte aufnehmen konnte. Archäologen wiesen Reste einer Umfassungsmauer und eines zugemauerten Tores am Südrand des Plateaus nach.
Das römische Kastell diente im frühen Mittelalter weiterhin als militärischer Stützpunkt der jeweiligen Machthaber. Es umfasste den zentralen Teil des Plateaus, während darum herum privat genutzte Flurstücke entstanden. Kam es zu kriegerischen Auseinandersetzungen, nutzte die lokale Bevölkerung das Castelgrande als Fluchtburg. Archäologische Untersuchungen wiesen nach, dass um das Jahr 800 ein Grossbrand den Südteil der Anlage zerstörte. Während der karolingischen Herrschaft wurde die Festungsanlage verstärkt und sie erhielt allmählich die Form einer Zitadelle. Im 11. und 12. Jahrhundert liess der Adel der Stadt Como auf dem Castelgrande repräsentative Bauten errichten, die Redoute diente als Residenz des Bischofs.

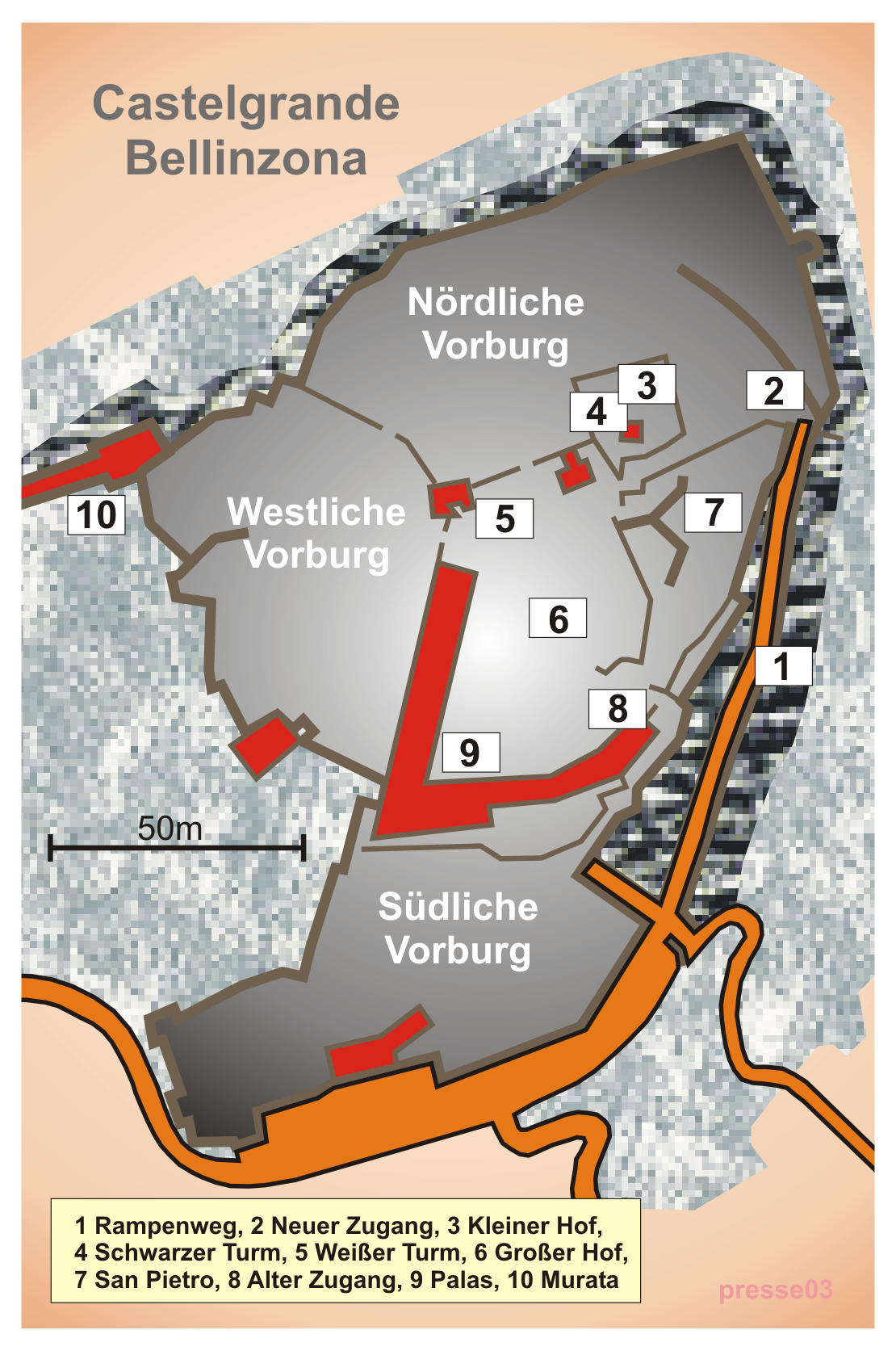
Plan des Castelgrande

Mehrmals wechselten sich Como und das Herzogtum Mailand als Besitzer ab, bis Bellinzona im Jahr 1340 an die Visconti aus Mailand fiel. Zur Abwehr von Angriffen der Eidgenossen liessen die Mailänder Herzöge das Castelgrande in der zweiten Hälfte des 15. Jahrhunderts markant ausbauen. Die heutige Gestalt der Burg ist überwiegend auf diese Zeit zurückzuführen. 1500 unterwarf sich Bellinzona der Herrschaft der Eidgenossen. 1503 bestätigte der Friede von Arona die neuen Machtverhältnisse.
Die Stände Uri, Schwyz und Nidwalden teilten 1506 die drei Burgen unter sich auf, wobei Uri das Castelgrande erhielt. Die Urner begnügten sich mit der Stationierung einer kleinen Garnison für den Ordnungs- und Polizeidienst. 1803 ging die Burg in den Besitz des neu gegründeten Kantons Tessin über. Sie diente ab 1813 als Zeughaus, ab etwa 1820 als kantonales Gefängnis. Der Kanton wollte 1881 das Castelgrande verkaufen, fand aber keine Interessenten. Von 1982 bis 2000 wurden unter der Leitung des Tessiner Architekten Aurelio Galfetti bedeutende Restaurierungs- und Umbauarbeiten durchgeführt. Ziel der Massnahmen war es, die Bausubstanz zu erhalten, den Bezug zur Stadt und zur Landschaft zu verstärken sowie die Anlage besser zugänglich zu machen.

## Bauwerk

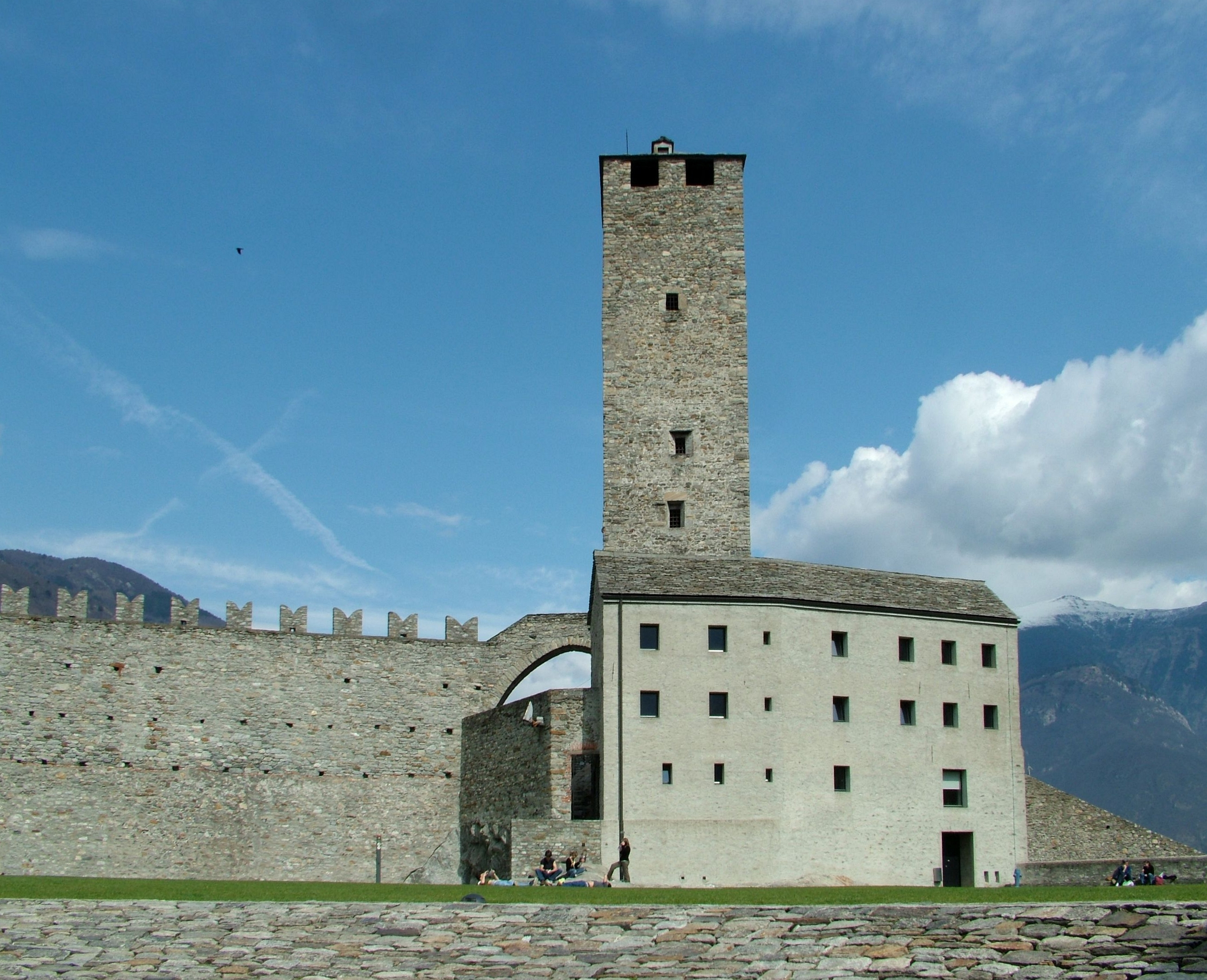
Torre Bianca mit Ridotto

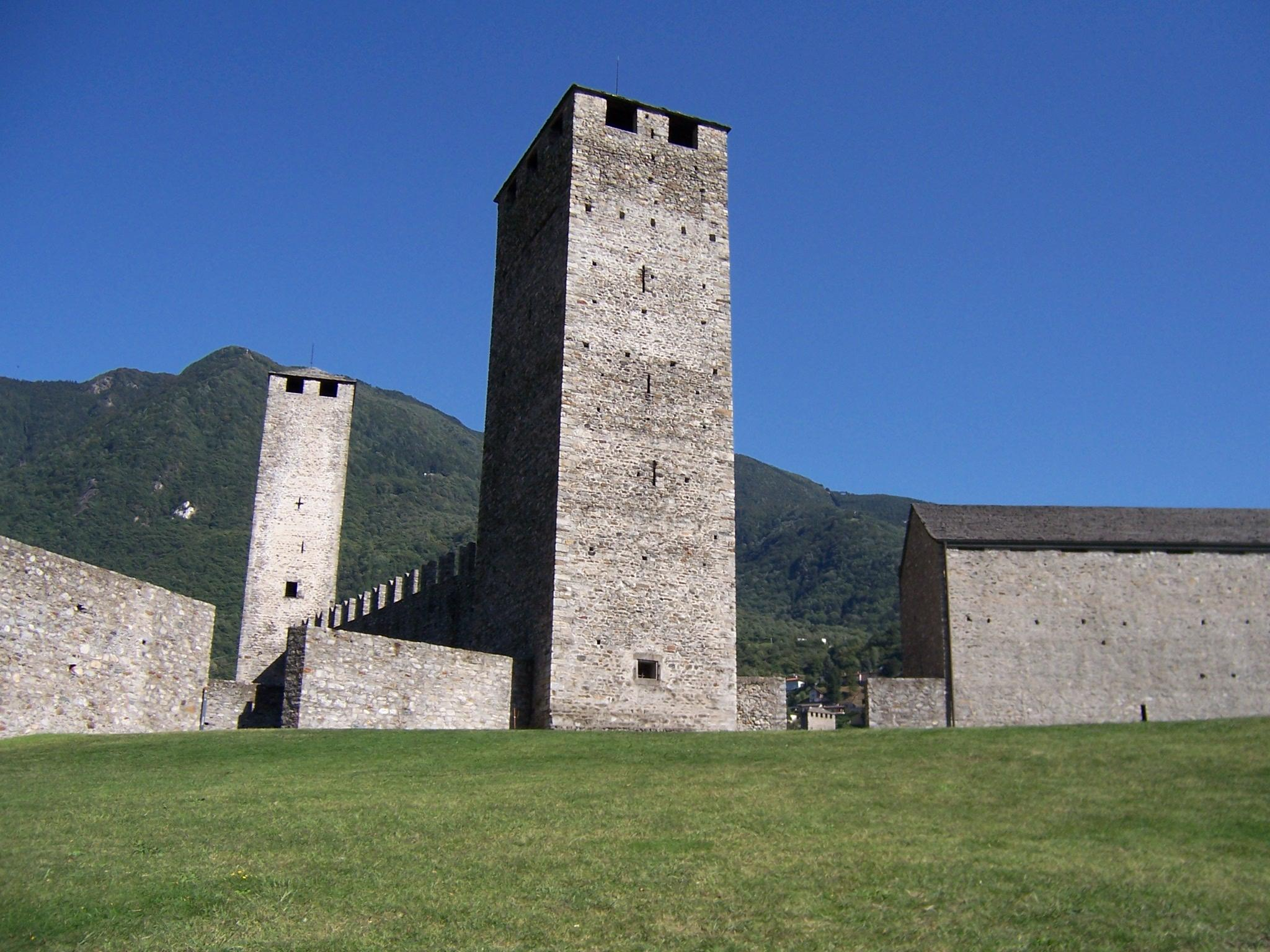
Torre Nera (vorne) und Torre Bianca (hinten)

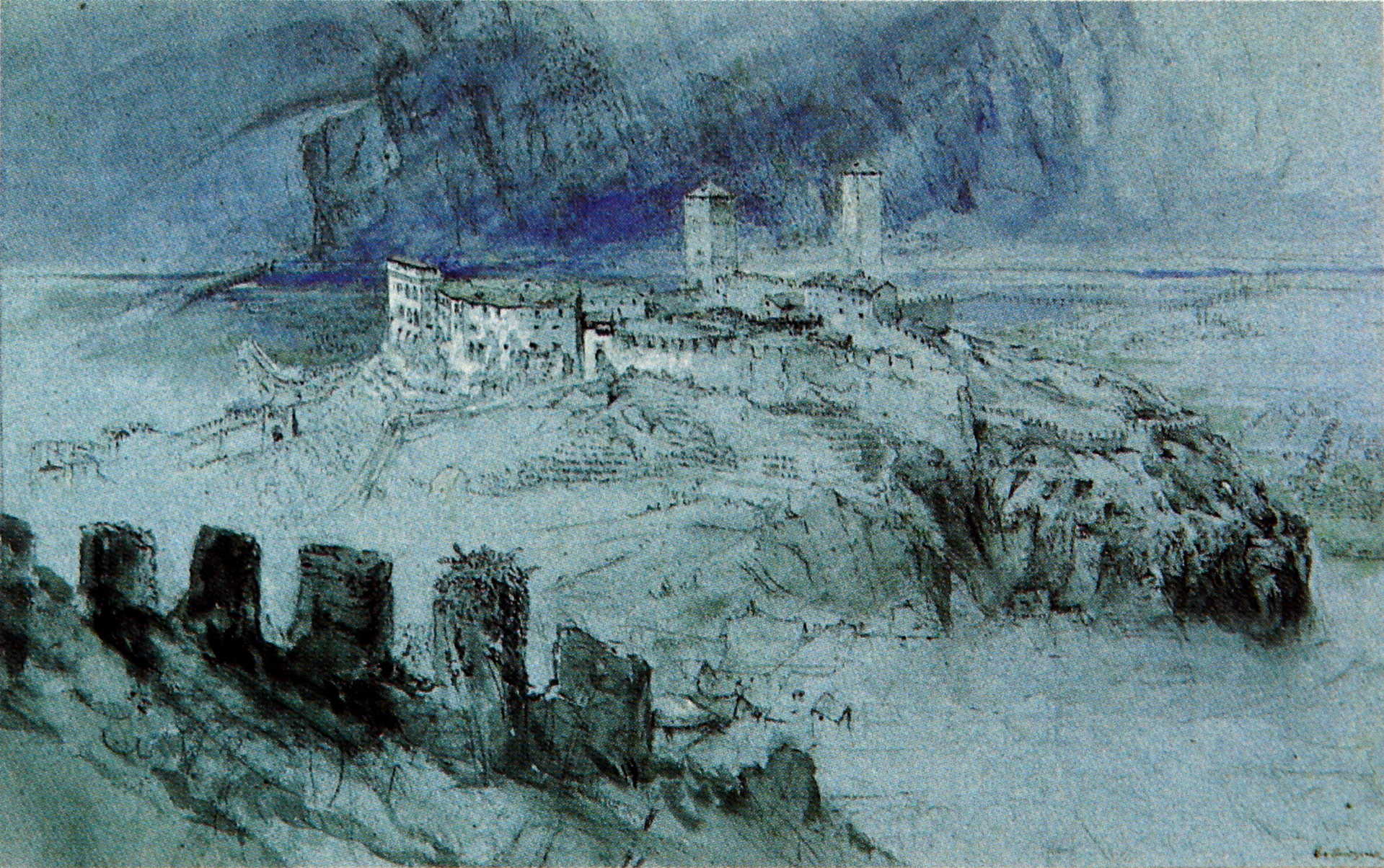
Das Castelgrande auf einem Gemälde von John Ruskin (1858)

Der Felsrücken des Castelgrande besteht aus Gneis und ragt knapp 40 Höhenmeter über der Altstadt empor. Auf der Nordseite bieten nahezu senkrecht abfallende Felswände Schutz, auf der Südseite erschweren etwas weniger steile Geländestufen den Zugang. Zuoberst liegt ein in Terrassen gegliedertes Plateau mit einem Durchmesser von 150 bis 200 Metern. Der spätmittelalterliche Bering ruht zum grössten Teil auf der römischen Kastellmauer. Das Innere des ausgedehnten Burgareals ist weitgehend leer, was auf die Beseitigung zahlreicher Gebäude im 15. Jahrhundert sowie den Abbruch moderner Zeughausbauten im 20. Jahrhundert zurückzuführen ist. Im Mittelalter war das Gelände in Parzellen unterteilt und dicht überbaut gewesen.
Im Mittelalter erfolgte der Zugang zur Burg von Süden her durch ein Tor in der Stadtmauer, gefolgt von einem Zwinger und dem Haupttor. Heute wird die Burg auch mit einem Lift erschlossen, der von der Piazzetta della Valle aus in einem kurzen Stollen erreicht werden kann. Radial auseinander laufende Mauerzüge unterteilen das Innere in drei grosse Höfe. Ihren Ausgangspunkt haben diese Mäuerchen am Schwarzen Turm (Torre Nera), einem 28 Meter hohen Viereckturm am Nordtrakt. Er stammt aus dem frühen 14. Jahrhundert und wurde im 15. Jahrhundert aufgestockt. Östlich davon liegt die Redoute (Ridotto), hervorgegangen aus der Bischofsresidenz des 12. Jahrhunderts. Sie umgibt den 27 Meter hohen Weissen Turm (Torre Bianca) aus dem 13. Jahrhundert, der 1485/86 umgebaut wurde. Der Turm ist heute für Touristen zugänglich und dient als Aussichtsturm.
Der Südtrakt besteht aus einem länglichen Baukörper, entstanden vom 13. bis 15. Jahrhundert auf Fundamenten älterer Bauten. Archäologische Untersuchungen brachten dort prähistorische, römische und mittelalterliche Siedlungsspuren zum Vorschein, dazu den Friedhof der verschollenen Taufkirche San Pietro. An der Peripherie des westlichen Hofes sind die Überreste einer weiteren Kapelle zu erkennen. 
Der Südtrakt enthält ein Museum mit archäologischer Sammlung, in der kunsthistorischen Abteilung werden Deckenmalereien ausgestellt. Der Westtrakt der Burg ist das ehemalige Zeughaus von 1820; es beherbergt heute ein Restaurant und einen Saal.